# Bronco (альбом Орвилла Пека)
| Совокупная оценка    | Совокупная оценка |
| Источник             | Оценка            |
| -------------------- | ----------------- |
| Metacritic           | 81/100            |
| Оценки критиков      |                   |
| Источник             | Оценка            |
| AllMusic             | [ 2 ]             |
| DIY                  | [ 3 ]             |
| Dork                 | [ 4 ]             |
| Exclaim!             | 7/10              |
| Gigwise              | [ 6 ]             |
| The Line of Best Fit | 9/10              |
| MusicOMH             | [ 8 ]             |
| NME                  | [ 9 ]             |
| Pitchfork            | 6.8/10            |
| Sputnikmusic         | 5/5               |

Bronco — второй студийный альбом канадского кантри-певца Орвилла Пека, вышедший 8 апреля 2022 года на лейбле Sub Pop и Columbia Records. Продюсером был Jay Joyce.

## История
В 2019 году Орвилл Пек выпустил свой дебютный студийный альбом Pony, получивший одобрение критиков. Вслед за ним он выпустил мини-альбом EP Show Pony (2020), задуманный как мост между первым и вторым альбомами. 7 февраля 2022 года Пек выложил на своем канале YouTube трейлер к альбому, объявив даты выхода альбома и его первой главы.
Пек для продвижения альбома организует концертный тур «Bronco Tour» по Северной Америке и Океании в течение 2022 года.

## Композиция
Bronco это альбом в жанрах кантри-рок, кантри, аутло-кантри и альт-кантри с элементами психоделического рока, рокабилли, софт-рока, психоделии, блюграсса,, ду-воп и кантриполитен.

## Отзывы
Bronco получил в целом положительные отзывы музыкальных критиков. На Metacritic, который присваивает рецензиям основных критиков нормализованный рейтинг из 100, альбом получил 81 баллов на основе девяти обзоров.
Марк Деминг из AllMusic' высоко оценил лирику Пека, сказав: «Ему не составляет труда писать песни, которые имеют драматический размах, которого требует его голос Роя Орбисона в сочетании с Моррисси, а как автор текстов, он эффективный рассказчик, который не уклоняется от доли мелодрамы, но при этом заставляет своих персонажей звучать правдиво. Искусно вплетенный квир-подтекст Pony присутствует и учтён, а универсальность смешения желаний одинокого ковбоя, стремящегося к независимости и товариществу, заставит говорить об этом самых разных слушателей». Гарри Уэст из NME похвалил музыкальный рост Пека, сказав, что «все 15 треков кажутся акустически мускулистыми и более зрелыми, чем у его предшественника». Элли Уотсон из DIY высказала мнение, что Bronco «порхает между театральностью и остротой, почти каждая песня звучит так, как будто она может с легкостью стать ключевым моментом вестерна». Майлз Кук из Gigwise написал в отзыве, что «С этим смелым, дерзким и раскрепощенным вторым альбомом, полным любви и потерь, ковбойского романтизма, калифорнийской печали и откровенного гомосексуализма, загадочный десперадо (отчаянный) продолжает своё восхождение с большей уверенностью и тепла, чем прежде. Хотя местами он немного сентиментальный, а в других музыкально не впечатляет, Bronco в целом является еще одним триумфом Орвилла Пека». Стивен Томас Эрлевайн в Pitchfork похвалил продакшн альбома, но раскритиковал вокал Пека, сказав: «Акцент на значке со стразами неизбежно подчеркивает один недостаток Bronco: альбом был бы лучше, если бы Пек действительно мог петь. Пек может быть мастером-вокалистом, способным выжать из песни максимум страсти, но он чередует зловещее бормотание и хриплое мычание, своего рода театральность, которая когда-то была специальностью подражателей Элвиса». В отличие от этого, рецензент Матиас из Sputnikmusic похвалил его голос, заявив, что «в первую очередь потрясающе низкий баритон со склонностью к красивому фальцету, Пек теперь в полной мере использует свой диапазон, с бельтингом, риффами и идеальный фальцет появляется в песне за песней, пятнадцать песен по пятьдесят минут этого голоса, возможно, недостаточно». Стивен Лофтин из Dork сказал, что Пек «способен простым прикосновением передать богатство чувств, как будто он проникает глубоко в ваше сердце и оживляет вас, но так же легко, как он делает это, он оставляет вас в ночном холоде, желая большего».
Альбом был включен в длинный список номинантов на премию Polaris Music Prize 2022 года.

## Список треков
| №                   | Название                         | Автор(ы)                              | Длительность |
| ------------------- | -------------------------------- | ------------------------------------- | ------------ |
| 1.                  | «Daytona Sand»                   | Orville Peck                          | 3:15         |
| 2.                  | «The Curse of the Blackened Eye» | Peck Chris Stracey Tobias Jesso Jr.   | 4:10         |
| 3.                  | «Outta Time»                     | Peck Kyle Connolly                    | 4:18         |
| 4.                  | «Lafayette»                      | Peck                                  | 3:02         |
| 5.                  | «C'mon Baby, Cry»                | Peck Jesso Stracey                    | 3:30         |
| 6.                  | «Iris Rose»                      | Peck                                  | 2:48         |
| 7.                  | «Kalahari Down»                  | Peck                                  | 4:49         |
| 8.                  | «Bronco»                         | Peck                                  | 3:28         |
| 9.                  | «Trample Out the Days»           | Peck                                  | 3:48         |
| 10.                 | «Blush»                          | Peck                                  | 3:36         |
| 11.                 | «Hexie Mountains»                | Peck                                  | 3:11         |
| 12.                 | «Let Me Drown»                   | Peck                                  | 3:19         |
| 13.                 | «Any Turn»                       | Peck                                  | 2:16         |
| 14.                 | «City of Gold»                   | Peck                                  | 4:04         |
| 15.                 | «All I Can Say»                  | Peck Duncan Jay Hennings Bria Salmena | 3:56         |
| Общая длительность: | Общая длительность:              | Общая длительность:                   | 53:40        |

## Позиции в чартах
| Чарт (2022)                              | Высшая позиция |
| ---------------------------------------- | -------------- |
| Шотландия (Scottish Albums Chart)        | 22             |
| Великобритания (UK Country Albums Chart) | 3              |
| Великобритания (UK Digital Albums Chart) | 18             |
| США (Billboard 200)                      | 80             |
| США (Billboard Top Country Albums)       | 11             |
| США (Billboard Folk Albums)              | 4              |
| США (Billboard Top Rock Albums)          | 13             |